# Тумир
Тумир (укр. Тумир) — село в Дубовецкой сельской общине Ивано-Франковского района Ивано-Франковской области Украины.
Население по переписи 2001 года составляло 781 человек. Занимает площадь 5 км². Почтовый индекс — 77172. Телефонный код — 03431.